# Międzynarodowe Spadochronowe Mistrzostwa Śląska 1997
Międzynarodowe Spadochronowe Mistrzostwa Śląska w celności lądowania 1997 – odbyły się 24–25 maja 1997 roku w ramach Wiosny Gliwickiej. Gospodarzem Mistrzostw był Aeroklub Gliwicki, a organizatorem Sekcja Spadochronowa Aeroklubu Gliwickiego. Rozegrano 6 kolejek skoków.

## Rozegrane kategorie
Mistrzostwa rozegrano w trzech kategoriach spadochronowych:
- Indywidualna celność lądowania – kobiety – skoki wykonywano z wysokości 1000 m i opóźnieniem 0–5 sekund
- Indywidualna celność lądowania – juniorzy
- Indywidualna celność lądowania – seniorzy
- Drużynowa celność lądowania.

## Kierownictwo Mistrzostw
- Kierownik Sportowy: Jan Isielenis
- Sędzia Główny: Marcin Wilk
- Komisja sędziowska: Ryszard Mandziej, Witold Setkowicz, Jan Strzałkowski, Jerzy Guca, Piotr Knop, Jan Szlęk.

Źródło: 

## Medaliści
Medalistów Międzynarodowych Spadochronowych Mistrzostw Śląska 1997 podano za: Jan Isielenis, Archiwum Sekcji Spadochronowej Aeroklubu Gliwickiego, 1997. Brak numerów stron w książce
| Konkurencja                      | Złoto               | Srebro             | Brąz               |
| Indywidualnie celność - kobiety  | Agnieszka Czajka    | Danuta Polewska    | Jindra Stuchlikova |
| Indywidualnie celność – juniorzy | Agnieszka Czajka    | Sławomir Pawłowski | Mariusz Koba       |
| Indywidualnie celność – seniorzy | Wiesław Walasiewicz | Zdenek Musialek    | Roman Kulis        |
| Drużynowo celność                | Aeroklub Gliwicki I | Aeroklub Frýdlant  | Aeroklub Kielecki  |

## Wyniki
Wyniki Międzynarodowych Spadochronowych Mistrzostw Śląska 1997 podano za: Jan Isielenis, Archiwum Sekcji Spadochronowej Aeroklubu Gliwickiego, 1997. Brak numerów stron w książce
W Mistrzostwach wzięli udział zawodnicy z 12 aeroklubów, z dwóch krajów:  Czechy i  Polska, w tym 18 juniorów i 23 seniorów.
- Klasyfikacja indywidualna (celność lądowania – spadochrony klasyczne) – kobiety

| Miejsce | Imię i nazwisko    | Nota łączna | Drużyna               |
| 1.      | Agnieszka Czajka   | 0,32 pkt.   | Aeroklub Gliwicki I   |
| 2.      | Danuta Polewska    | 0,62 pkt.   | Aeroklub Gliwicki I   |
| 3.      | Jindra Stuchlikova | 0,79 pkt.   | Aeroklub Zábřeh       |
| 4.      | Aleksandra Knapik  | 0,85 pkt.   | Aeroklub Gliwicki III |
| 5.      | Eva Rozsypalkova   | 0,87 pkt.   | Aeroklub Olomouc      |

- Klasyfikacja indywidualna (celność lądowania – spadochrony klasyczne) – juniorzy

| Miejsce | Imię i nazwisko    | Nota łączna | Drużyna               |
| 1.      | Agnieszka Czajka   | 0,32 pkt.   | Aeroklub Gliwicki I   |
| 2.      | Sławomir Pawłowski | 0,42 pkt.   | WKS Wawel             |
| 3.      | Mariusz Koba       | 0,48 pkt.   | Aeroklub ROW          |
| 4.      | Ireneusz Błaszczyk | 0,57 pkt.   | WKS Wawel             |
| 5.      | Jacek Buszko       | 0,58 pkt.   | Aeroklub Kielecki     |
| 6.      | Petr Prasil        | 0,60 pkt.   | Aeroklub Olomouc      |
| 7.      | Maciej Gago        | 0,65 pkt.   | Aeroklub Warszawski I |
| 8.      | Martin Janek       | 0,81 pkt.   | Aeroklub Frýdlant     |
| 9.      | Paweł Smuda        | 0,82 pkt.   | Aeroklub Gliwicki III |
| 10.     | Jacek Tokarek      | 0,83 pkt.   | Aeroklub ROW          |
| 11.     | Radin Jaksa        | 0,85 pkt.   | Aeroklub Olomouc      |
| 11.     | Aleksandra Knapik  | 0,85 pkt.   | Aeroklub Gliwicki III |
| 12.     | Marek Gaš          | 0,85 pkt.   | Aeroklub Krnov        |
| 13.     | Dominik Orpel      | 0,87 pkt.   | Aeroklub Gliwicki II  |
| 14.     | Tomasz Krężelok    | 0,89 pkt.   | WKS Wawel             |
| 15.     | Artur Buczyński    | 0,94 pkt.   | Aeroklub Warszawski I |
| 15.     | Robert Adaszewski  | 0,96 pkt.   | Aeroklub Warszawski   |
| 16.     | Ubor Tejček        | 0,96 pkt.   | Aeroklub Krnov        |

- Klasyfikacja indywidualna (celność lądowania – spadochrony klasyczne) – seniorzy

| Miejsce | Imię i nazwisko       | Nota łączna | Drużyna               |
| 1.      | Wiesław Walasiewicz   | 0,08 pkt.   | Aeroklub Gliwicki III |
| 2.      | Zdenek Musialek       | 0,22 pkt.   | Aeroklub Frýdlant     |
| 3.      | Roman Kulis           | 0,23 pkt.   | Aeroklub Kielecki     |
| 4.      | Vladislav Riha        | 0,32 pkt.   | Aeroklub Olomouc      |
| 5.      | Andrzej Nalepa        | 0,39 pkt.   | Aeroklub Wrocławski   |
| 6.      | Józef Marczyński      | 0,41 pkt.   | Aeroklub Wrocławski   |
| 7.      | Artur Kuchta          | 0,42 pkt.   | Aeroklub Gliwicki I   |
| 8.      | Pavel Mlynek          | 0,42 pkt.   | Aeroklub Frýdlant     |
| 9.      | Piotr Polewski        | 0,44 pkt.   | Aeroklub Gliwicki II  |
| 10.     | Robert Krawczak       | 0,46 pkt.   | Aeroklub Gliwicki II  |
| 11.     | Stanisław Brewczyński | 0,46 pkt.   | Aeroklub Kielecki     |
| 12.     | Danuta Polewska       | 0,62 pkt.   | Aeroklub Gliwicki I   |
| 13.     | Josef Kosina          | 0,63 pkt.   | Aeroklub Zábřeh       |
| 14.     | Krzysztof Filus       | 0,69 pkt.   | Aeroklub Śląski       |
| 15.     | Adam Drzyzgała        | 0,72 pkt.   | Aeroklub Śląski       |
| 16.     | Jindra Stuchlikova    | 0,79 pkt.   | Aeroklub Zábřeh       |
| 17.     | Grzegorz Kucharczyk   | 0,83 pkt.   | Aeroklub Warszawski I |
| 18.     | Tomasz Adamiak        | 0,83 pkt.   | Aeroklub ROW          |
| 19.     | Josef Štorek          | 0,84 pkt.   | Aeroklub Zábřeh       |
| 20.     | Bartłomiej Gąsiorek   | 0,85 pkt.   | Aeroklub Kielecki     |
| 21.     | Eva Rozsypalkova      | 0,87 pkt.   | Aeroklub Olomouc      |
| 22.     | Grzegorz Sujkowski    | 0,88 pkt.   | Aeroklub Warszawski   |
| 23.     | Jarosław Gracz        | 0,95 pkt.   | Aeroklub Wrocławski   |

- Klasyfikacja drużynowa celność lądowania – spadochrony klasyczne

| Miejsce | Drużyna                                | Zawodnicy             | Wynik zawodnika | Wynik drużyny |
| ------- | -------------------------------------- | --------------------- | --------------- | ------------- |
| 1.      | Aeroklub Gliwicki I                    | Danuta Polewska       | 0,62 pkt.       | 1,36 pkt.     |
| 1.      | Aeroklub Gliwicki I                    | Agnieszka Czajka      | 0,32 pkt.       | 1,36 pkt.     |
| 1.      | Aeroklub Gliwicki I                    | Artur Kuchta          | 0,42 pkt.       | 1,36 pkt.     |
| 2.      | Aeroklub Frýdlant                      | Martin Janek          | 0,81 pkt.       | 1,45 pkt.     |
| 2.      | Aeroklub Frýdlant                      | Zdenek Musialek       | 0,22 pkt.       | 1,45 pkt.     |
| 2.      | Aeroklub Frýdlant                      | Pavel Mlynek          | 0,42 pkt.       | 1,45 pkt.     |
| 3.      | Aeroklub Kielecki                      | Stanisław Brewczyński | 0,46 pkt.       | 1,54 pkt.     |
| 3.      | Aeroklub Kielecki                      | Roman Kulis           | 0,23 pkt.       | 1,54 pkt.     |
| 3.      | Aeroklub Kielecki                      | Bartłomiej Gąsiorek   | 0,85 pkt.       | 1,54 pkt.     |
| 4.      | Aeroklub Gliwicki III                  | Wiesław Walasiewicz   | 0,08 pkt.       | 1,75 pkt.     |
| 4.      | Aeroklub Gliwicki III                  | Paweł Smuda           | 0,82 pkt.       | 1,75 pkt.     |
| 4.      | Aeroklub Gliwicki III                  | Aleksandra Knapik     | 0,85 pkt.       | 1,75 pkt.     |
| 5.      | Aeroklub Wrocławski                    | Andrzej Nalepa        | 0,39 pkt.       | 1,75 pkt.     |
| 5.      | Aeroklub Wrocławski                    | Jarosław Gracz        | 0,95 pkt.       | 1,75 pkt.     |
| 5.      | Aeroklub Wrocławski                    | Józef Marczyński      | 0,41 pkt.       | 1,75 pkt.     |
| 6.      | Aeroklub Gliwicki II                   | Dominik Orpel         | 0,87 pkt.       | 1,77 pkt.     |
| 6.      | Aeroklub Gliwicki II                   | Robert Krawczak       | 0,46 pkt.       | 1,77 pkt.     |
| 6.      | Aeroklub Gliwicki II                   | Piotr Polewski        | 0,44 pkt.       | 1,77 pkt.     |
| 7.      | Aeroklub Olomuc                        | Vladislav Riha        | 0,32 pkt.       | 1,79 pkt.     |
| 7.      | Aeroklub Olomuc                        | Petr Prasil           | 0,60 pkt.       | 1,79 pkt.     |
| 7.      | Aeroklub Olomuc                        | Eva Rozsypalkova      | 0,87 pkt.       | 1,79 pkt.     |
| 8.      | WKS Wawel                              | Ireneusz Błaszczyk    | 0,57 pkt.       | 1,88 pkt.     |
| 8.      | WKS Wawel                              | Tomasz Krężelok       | 0,89 pkt.       | 1,88 pkt.     |
| 8.      | WKS Wawel                              | Stanisław Pawłowski   | 0,42 pkt.       | 1,88 pkt.     |
| 9.      | Aeroklub ROW                           | Mariusz Koba          | 0,48 pkt.       | 2,14 pkt.     |
| 9.      | Aeroklub ROW                           | Tomasz Adamiak        | 0,83 pkt.       | 2,14 pkt.     |
| 9.      | Aeroklub ROW                           | Jacek Tokarek         | 0,83 pkt.       | 2,14 pkt.     |
| 10.     | Aeroklub Zábřeh                        | Josef Kosina          | 0,63 pkt.       | 2,26 pkt.     |
| 10.     | Aeroklub Zábřeh                        | Josef Štorek          | 0,84 pkt.       | 2,26 pkt.     |
| 10.     | Aeroklub Zábřeh                        | Jindra Stuchlikova    | 0,79 pkt.       | 2,26 pkt.     |
| 11.     | Aeroklub Warszawski I                  | Grzegorz Kucharczyk   | 0,83 pkt.       | 2,42 pkt.     |
| 11.     | Aeroklub Warszawski I                  | Artur Buczyński       | 0,94 pkt.       | 2,42 pkt.     |
| 11.     | Aeroklub Warszawski I                  | Maciej Gago           | 0,65 pkt.       | 2,42 pkt.     |
| 12.     | Aeroklub Warszawski –Aeroklub Kielecki | Grzegorz Sujkowski    | 0,88 pkt.       | 2,42 pkt.     |
| 12.     | Aeroklub Warszawski –Aeroklub Kielecki | Robert Adaszewski     | 0,96 pkt.       | 2,42 pkt.     |
| 12.     | Aeroklub Warszawski –Aeroklub Kielecki | Jacek Buszko          | 0,58 pkt.       | 2,42 pkt.     |
| 13.     | Aeroklub Krnov –Aeroklub Olmouniec     | Ubor Tejček           | 0,96 pkt.       | 2,66 pkt.     |
| 13.     | Aeroklub Krnov –Aeroklub Olmouniec     | Marek Gaš             | 0,85 pkt.       | 2,66 pkt.     |
| 13.     | Aeroklub Krnov –Aeroklub Olmouniec     | Radin Jaksa           | 0,85 pkt.       | 2,66 pkt.     |